# 磷酸钇

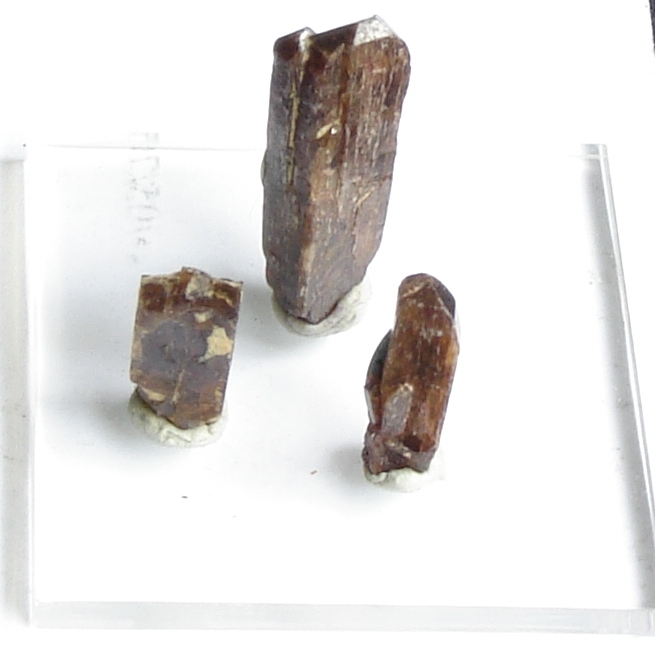
磷钇矿（YPO_{4}）样本。

磷酸钇是一种钇的磷酸盐，化学式为YPO4。它在自然界中以磷钇矿和针磷钇铒矿的形式存在。

## 制备
磷酸钇可以由氯化钇和磷酸钠反应，或由硝酸钇和磷酸氢二铵于溶液中反应得到：
{\displaystyle \mathrm {YCl_{3}+(NH_{4})_{3}PO_{4}\longrightarrow YPO_{4}\downarrow +3\ NH_{4}Cl} }
{\displaystyle \mathrm {Y(NO_{3})_{3}+(NH_{4})_{2}HPO_{4}\longrightarrow YPO_{4}\downarrow \ +2\ NH_{4}NO_{3}+HNO_{3}} }
氧化钇和磷酸氢二铵的反应也能制备磷酸钇：
{\displaystyle \mathrm {Y_{2}O_{3}+2\ (NH_{4})_{2}HPO_{4}\longrightarrow YPO_{4}+2\ NH_{3}+3\ H_{2}O} }
氯化钇和磷酸于35~40°C混合，之后滴加氨水反应：
{\displaystyle \mathrm {YCl_{3}+H_{3}PO_{4}+3NH_{3}\cdot H_{2}O\ {\xrightarrow {35-40^{o}C}}\ YPO_{4}+3NH_{4}Cl+3H_{2}O} }

## 性质
磷酸钇属四方晶系，晶胞参数为a=0.68832 nm，c=0.60208 nm。它可以以无水物、一水合物或二水合物的形式存在。二水合物属单斜晶系，空间群为B 2/b，晶胞参数为a=0.648 nm，b=1.512 nm，c=0.628 nm，β=129.4°，Z = 4。
磷酸钇和浓碱反应，生成氢氧化钇。

## 用途
掺杂Ce3+的磷酸钇可用作发光材料，Ce3+-Tb3+等双掺杂材料也有报道。